# 두모교
두모교 (豆毛橋)는 서울특별시 용산구 주성동에서 성동구 금호4가동을 잇는 길이 3,670m 너비 16.8m~23.4m의 한강의 다리이며 전 구간이 강변북로에 속해있다.

## 역사
- 1995년 7월: 개통

## 특징
- 성수대교북단 인근에서 동부간선도로 강북구간과 접속한다.

## 같이 보기
- 강변북로
- 자유로
- 동부간선도로
- 한강